# برمانه المشایخ
برمانة المشایخ (به عربی: برمانة المشایخ) یک منطقهٔ مسکونی در سوریه است که در شهرستان الشیخ بدر واقع شده‌است.

## خصوصیات
برمانة المشایخ ۳٬۶۶۶ نفر جمعیت دارد.